# Гариэль, Эдуардо
Эдуардо Гариэль (исп. Eduardo Gariel; 5 августа 1860, Монтеррей — 15 марта 1923, Такубая, ныне в составе Мехико) — мексиканский композитор, пианист, музыкальный педагог и теоретик.
Поначалу изучал медицину, затем в частном порядке учился гармонии и игре на фортепиано у Альбера Доника и Катарины Перселл, однако по преимуществу остался самоучкой. Концертировал в Монтеррее с романтическим репертуаром, особенно с произведениями Фридерика Шопена.
Национальную известность Гариэль приобрёл в 1893 году после того, как известный мексиканский композитор Мелесио Моралес выступил в газете El Tiempo со статьёй о Шопене, обвинявшей композитора в слабости, неспособности писать для оркестра и создавать величественные образы; Гариэль опубликовал в том же издании отповедь Моралесу, выступив в защиту своего любимого композитора, и его позиция совпала с настроениями влиятельных столичных музыкантов следующего за Моралесом поколения. Уже в 1894 г. была издана книга Гариэля о Шопене (исп. Chopin: La tradición de su música y consideraciones sobre algunas de sus obras y manera de interpretarlas), в 1894—1895 гг. вышли подготовленные им мексиканские издания Шопена. С этого же времени Гариэль сотрудничал как музыкальный критик с газетой El Renacimiento, в 1896 г. была опубликована его книга «Причины упадка музыкального искусства в Мексике» (исп. Causas de la decadencia del arte musical en México).
На рубеже столетий Гариэль в значительной степени посвятил себя композиции. Ему принадлежит множество салонных произведений, наибольшую известность получил созданный им «Гимн Столетия» (исп. Himno al Centenario) — произведение, победившее на объявленном правительством Порфирио Диаса конкурсе музыкальных произведений к столетию мексиканской независимости.
В 1916 г. опубликовал трактат «Новая система гармонии, основанная на четырёх фундаментальных аккордах» (исп. Nuevo sistema de armonía basado en cuatro acordes fundamentales, одновременно в издательстве Ширмера вышел английский перевод). В том же году президент Венустиано Карранса, друг детства Гариэля, назначил его руководителем Национальной консерватории, на этом посту Гариэль находился до 1918 года. Назначение Гариэля вызвало раскол в консерватории: часть преподавателей и студентов, ориентировавшихся на Карлоса Чавеса и считавших Гариэля дилетантом, консерватором и правительственным выдвиженцем, образовали Свободную консерваторию (исп. Conservatorio Libre de Música), просуществовавшую до 1921 года.